# Íhor Radivílov
Íhor Vitáliyovych Radivílov (en ucraniano: Ігор Віталійович Радівілов; Mariúpol, 19 de octubre de 1992) es un deportista ucraniano que compite en gimnasia artística, especialista en las pruebas de salto de potro y anillas. Está casado con la gimnasta Anhelina Kysla.
Participó en tres Juegos Olímpicos de Verano, obteniendo una medalla de bronce en Londres 2012, en la prueba de salto de potro, el quinto lugar en Río de Janeiro 2016 (anillas) y el séptimo en Tokio 2020 (por equipo). En los Juegos Europeos consiguió tres medallas, en las ediciones de Bakú 2015 y Minsk 2019.
Ganó cuatro medallas en el Campeonato Mundial de Gimnasia Artística entre los años 2014 y 2022, y catorce medallas en el Campeonato Europeo de Gimnasia Artística entre los años 2012 y 2024.

## Palmarés internacional
| Juegos Olímpicos   | Juegos Olímpicos        | Juegos Olímpicos  | Juegos Olímpicos     |
| Año                | Lugar                   | Medalla           | Prueba               |
| ------------------ | ----------------------- | ----------------- | -------------------- |
| 2012               | Londres (Reino Unido)   | Medalla de bronce | Salto de potro       |
| Campeonato Mundial |                         |                   |                      |
| Año                | Lugar                   | Medalla           | Prueba               |
| 2014               | Nanning (China)         | Medalla de plata  | Salto de potro       |
| 2017               | Montreal (Canadá)       | Medalla de plata  | Salto de potro       |
| 2019               | Stuttgart (Alemania)    | Medalla de bronce | Salto de potro       |
| 2022               | Liverpool (Reino Unido) | Medalla de bronce | Salto de potro       |
| Juegos Europeos    |                         |                   |                      |
| Año                | Lugar                   | Medalla           | Prueba               |
| 2015               | Bakú (Azerbaiyán)       | Medalla de plata  | Concurso por equipos |
| 2019               | Minsk (Bielorrusia)     | Medalla de bronce | Salto de potro       |
| 2019               | Minsk (Bielorrusia)     | Medalla de bronce | Anillas              |
| Campeonato Europeo |                         |                   |                      |
| Año                | Lugar                   | Medalla           | Prueba               |
| 2012               | Montpellier (Francia)   | Medalla de plata  | Salto de potro       |
| 2013               | Moscú (Rusia)           | Medalla de oro    | Anillas              |
| 2014               | Sofía (Bulgaria)        | Medalla de plata  | Salto de potro       |
| 2014               | Sofía (Bulgaria)        | Medalla de bronce | Concurso por equipos |
| 2015               | Montpellier (Francia)   | Medalla de plata  | Salto de potro       |
| 2017               | Cluj-Napoca (Rumania)   | Medalla de bronce | Anillas              |
| 2018               | Glasgow (Reino Unido)   | Medalla de plata  | Salto de potro       |
| 2020               | Mersin (Turquía)        | Medalla de oro    | Salto de potro       |
| 2020               | Mersin (Turquía)        | Medalla de oro    | Concurso por equipos |
| 2020               | Mersin (Turquía)        | Medalla de bronce | Anillas              |
| 2021               | Basilea (Suiza)         | Medalla de oro    | Salto de potro       |
| 2022               | Múnich (Alemania)       | Medalla de bronce | Salto de potro       |
| 2023               | Antalya (Turquía)       | Medalla de bronce | Salto de potro       |
| 2024               | Rímini (Italia)         | Medalla de oro    | Concurso por equipos |